# Ellery Queen: Don't Look Behind You
Ellery Queen: Don't Look Behind You  è un film per la televisione statunitense del 1971 diretto da Barry Shear.
È un film giallo incentrato sui casi del detective Ellery Queen con protagonisti Peter Lawford, Harry Morgan e E.G. Marshall.

## Produzione
Il film, diretto da Barry Shear  su una sceneggiatura di Ted Leighton  con il soggetto di Frederic Dannay e Manfred B. Lee (autori del romanzo Il gatto dalle molte code), fu prodotto da Leonard J. Ackerman per la Universal TV.

## Distribuzione
Il film fu trasmesso in televisione negli Stati Uniti il 19 novembre 1971 sulla rete televisiva NBC.